# Pachylister conilabris
Pachylister conilabris är en skalbaggsart som först beskrevs av Schmidt 1889.  Pachylister conilabris ingår i släktet Pachylister och familjen stumpbaggar. Inga underarter finns listade i Catalogue of Life.